# Northern Expressway (South Australia)

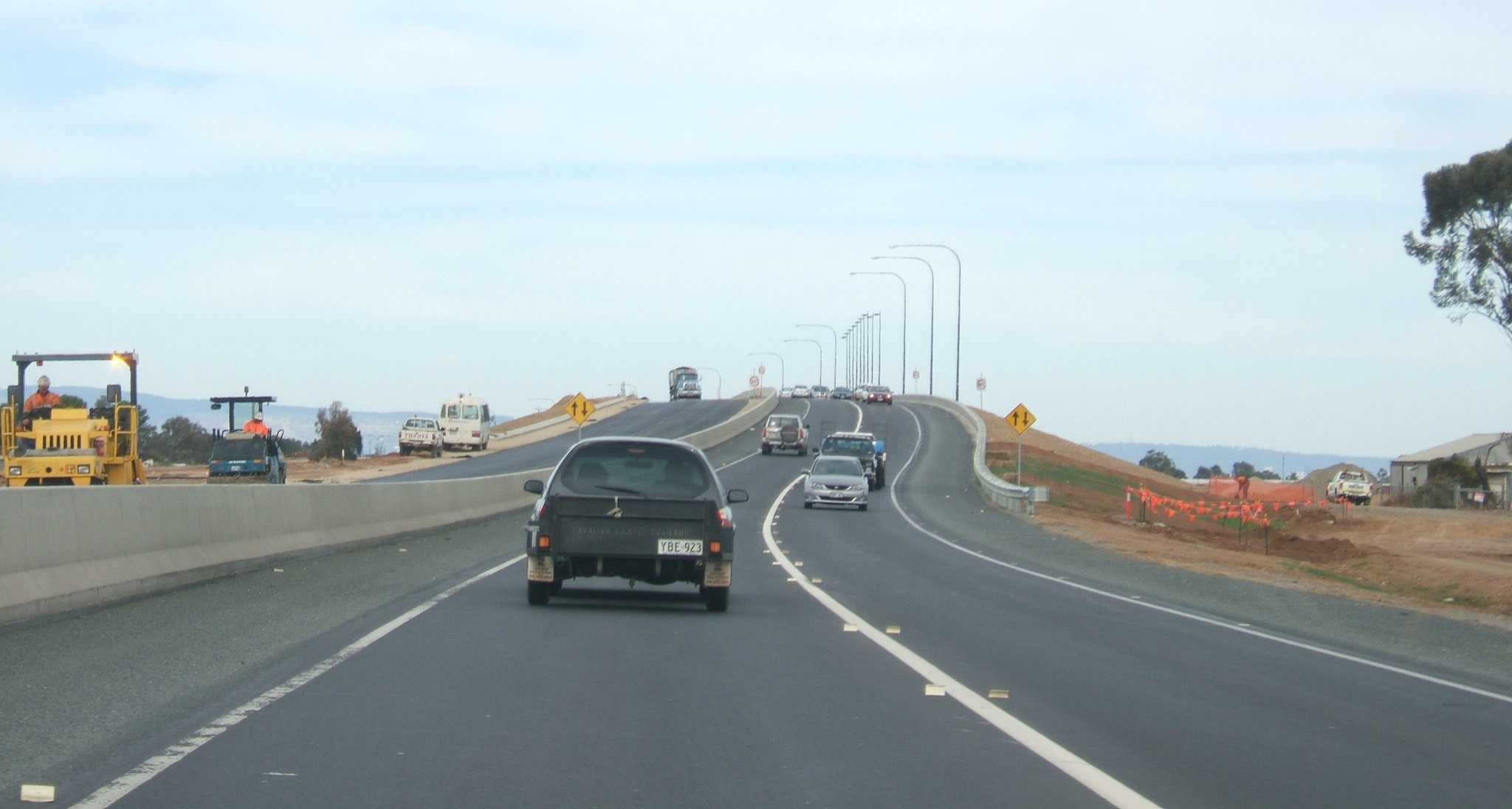
Blick nach Süden entlang der Port Wakefield Road zur Kreuzung am Beginn des Northern Expressway

Der Northern Expressway ist eine Autobahn im Zentrum des australischen Bundesstaates South Australia, nördlich von Adelaide. Er verbindet den Sturt Highway in Gawler mit der Port Wakefield Road in Waterloo Corner. Die Straße wurde vierspurig ausgebaut, ermöglicht eine schnellere Straßenverbindung von Adelaide nach Gawler und entlastet die Main North Road, die mitten durch die nördlichen Vororte von Adelaide führt und viele Ampeln besitzt. Er dient auch dem Güterverkehr, der unter Umgehung von Wohngebieten direkt nach Port Wakefield und auf dem Port River Expressway nach Port Adelaide geleitet wird.

## Bau
Der Northern Expressway war das größte Straßenbauprojekt in South Australia in den letzten 60 Jahren und kostete etwa AU-$ 564 Mio., die von South Australia und dem Bund gemeinsam finanziert wurden. Planung und Bau wurden vom Fulton Hogan York Joint Venture durchgeführt und beinhaltete auch den Ausbau eines 8 km langen Streckenabschnittes der Port Wakefield Road. Ein Teil der Kosten wurde vom AusLink-Finanzierungsprogramm getragen.
Der Bau begann 2008 und die Straße wurde am 13. September 2010 dem Verkehr übergeben.
Die Kreuzungen und Brücken entlang der Autobahn wurden nach berühmten Schlachten, an denen die australische Armee beteiligt war, benannt, wie z. B. Lon Tang, Kokoda, Tobruk und Kapyong.

## Liste der Ausfahrten
| Northern Expressway                                                                       |                                            |                                                                    |
| Ausfahrten Richtung Norden                                                                | Entfernung von der Gawler Bypass Road (km) | Southbound exits                                                   |
| Ende Northern Expressway Einmündung in die Gawler Bypass Road nach Mildura und Sydney zur | 0 km                                       | Beginn Northern Expressway von der Gawler Bypass Road              |
| Ende Northern Expressway Einmündung in die Gawler Bypass Road nach Mildura und Sydney zur | 0 km                                       | Smithfield, Elizabeth Gawler Bypass Road                           |
| Two Wells, Ward Belt Two Wells Road                                                       | --                                         | keine Ausfahrt                                                     |
| Angle Vale, Kudla Angle Vale Road                                                         | --                                         | Angle Vale, Kudla Angle Vale Road                                  |
| Andrews Farm, Macdonald Park Curtis Road                                                  | --                                         | Andrews Farm, Macdonald Park Curtis Road                           |
| Penfield, Penfield Gardens Heaslip Road / Womma Road                                      | --                                         | Penfield, Penfield Gardens Heaslip Road / Womma Road               |
| Penfield, Virginia Penfield Road                                                          | --                                         | keine Ausfahrt                                                     |
| ARTC INTERSTATE RAIL LINE                                                                 | --                                         | ARTC INTERSTATE RAIL LINE                                          |
| Beginn Northern Expressway von der Port Wakefield Road                                    | 0 km                                       | Ende 'Northern Expressway mündet in die Port Wakefield Road to & ' |
| Port Wakefield, Snowtown Port Wakefield Road                                              | 0 km                                       | Ende 'Northern Expressway mündet in die Port Wakefield Road to & ' |

## VorgeschlagenerNorthern Connector
Anfang 2008 stellte die Regierung von South Australia Pläne für den Northern Connector, einen achtspurigen Zubringer vom Northern Expressway zur South Road vor. Darin enthalten wäre der Bau eines Autobahnkreuzes mit dem Port River Expressway / der South Road. Ebenso müsste die ARTC-Interstate-Eisenbahnlinie umgeleitet werden, da sie zwischen Dry Creek und der Taylors Road in Waterloo Corner genau auf der Trasse des künftigen Zubringers verläuft.